# Henry Rietz
Pour les articles homonymes, voir Rietz.
Henry Louis Rietz (1875-1943) est un mathématicien et statisticien américain, qui a été un chef de file dans le développement de la théorie statistique. Il est devenu le premier président de l'Institut de statistique mathématique.

## Carrière
H. L. Rietz obtient son B. Sc. de l'université d'État de l'Ohio en 1889. En 1902, il a obtenu un Ph. D. de l'université Cornell sous la direction de G. A. Miller. Rietz est professeur de mathématiques et d'astronomie à l'université Butler à Indianapolis durant un an, avant de devenir professeur de mathématiques à l'université de l'Illinois en 1903. En tant qu'instructeur, puis professeur, il a séjourné à l'université de l'Illinois jusqu'à son départ en 1918. À partir de 1918 jusqu'à sa retraite en 1942, il est professeur de mathématiques et président du département de mathématiques à l'université de l'Iowa.
En plus d'être un professeur, Rietz travaille comme actuaire et consultant. Durant l'année 1924, il est président de la Mathematical Association of America et en 1930, président de l'Académie des sciences de l'Iowa (en). En 1935, il est l'un des membres fondateurs de l'Institut de statistique mathématique et en devient le premier président jusqu'en 1937. Il est rédacteur en chef de la revue Annals of Mathematical Statistics, le Bulletin de l'American Mathematical Society, et les Transactions of the American Mathematical Society. Il a écrit 156 articles et 11 livres. Ses étudiants de doctorat comprennent Allen T. Craig, Franklin Satterthwaite, et Samuel Wilks.

## Publications
- (en) Rietz, H. L. et Crathorne, A. R.; Rietz, J. Charles, Mathematics of Finance, NY, Henry Holt, 1921 (lire en ligne)
- (en) Rietz, H. L., éditeur-en-chef, et 8 autres membres du Conseil national de la recherche, Handbook of Mathematical Statistics, Boston, Houghton Mifflin, 1924[5]
- « On certain topics in the mathematical theory of statistics », Bull. Amer. Math. Soc., vol. 30, no 8,‎ 1924, p. 417–453 (DOI 10.1090/s0002-9904-1924-03944-5, MR 1560938).
- « On the representation of a certain law of probability », Bull. Amer. Math. Soc., vol. 27, no 2,‎ 1925, p. 197–212 (DOI 10.1090/s0002-9947-1925-1501307-5, MR 1501307).
- (en) Mathematical Statistics, vol. No. 3 of Carus Mathematical Monographs, Chicago, Open Court, 1927 Chicago: Open Court. 1927[6].
- « On Certain Properties of Frequency Distributions of Powers and Roots of the Variates of a Given Distribution », Proc Natl Acad Sci U S A, vol. 13, no 12,‎ décembre 1927, p. 817–820 (PMID 16587284, PMCID 1085253, DOI 10.1073/pnas.13.12.817) PMID 16587284.
- « On the Lexis theory and the analysis of variance », Bull. Amer. Math. Soc., vol. 38, no 10,‎ 1932, p. 731–735 (DOI 10.1090/s0002-9904-1932-05518-5, MR 1562498).
- « Some topics in sampling theory », Bull. Amer. Math. Soc., vol. 43, no 4,‎ 1937, p. 209–230 (DOI 10.1090/s0002-9904-1937-06516-5, MR 1563513).